# Novosilka, Huseatîn
Novosilka (în ucraineană Новосілка) este un sat în comuna Mali Birkî din raionul Huseatîn, regiunea Ternopil, Ucraina.

## Demografie
Componența lingvistică a localității Novosilka
     Ucraineană (99,34%)
     Alte limbi (0,66%)
Conform recensământului din 2001, majoritatea populației localității Novosilka era vorbitoare de ucraineană (99,34%), existând în minoritate și vorbitori de alte limbi.